# 東部総合計画

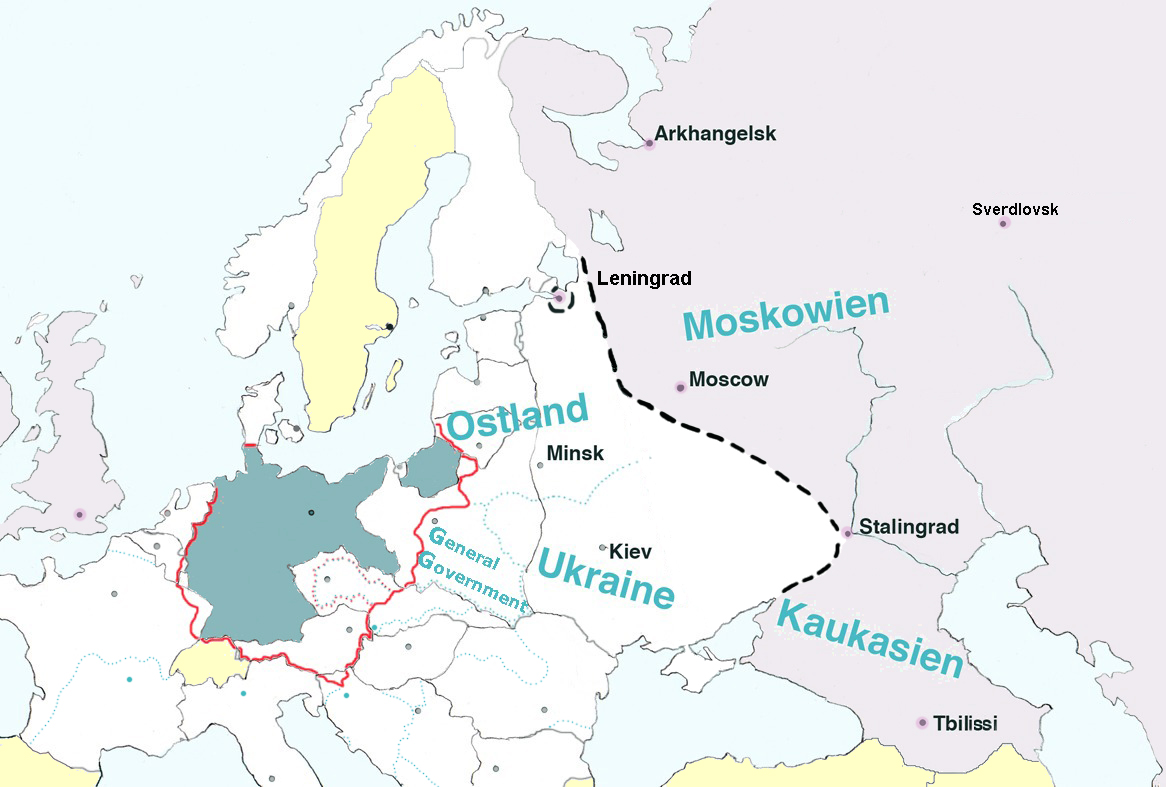
東部総合計画
黒線：ナチ党の権力掌握時点の国境（1935年）
青緑色：1935年時点のドイツ国
黒点線：ドイツ軍の最大進出線（1943年）
赤線：1943年時点のドイツ本土
青点線：1943年時点の国境・ドイツの行政区分
青色文字：ポーランド総督府と国家弁務官統治区域（OstlandとUkraine。MoskowienとKaukasienは未占領。）

東部総合計画（とうぶそうごうけいかく、ドイツ語: Generalplan Ost）とは、ナチス・ドイツが策定した、ポーランド侵攻や独ソ戦で占領したポーランド及び東部占領地域（東部）の再編計画案。ドイツ人の植民によるゲルマン化を達成するために、スラブ人・ポーランド人等の追放を前提としていた。

## 策定までの経緯
ドイツがウクライナ等の東ヨーロッパを獲得してドイツ国の版図とする、いわゆる「東方生存圏」の獲得はナチズムにとって重要な問題であった。1939年9月のポーランド侵攻とその勝利は、ドイツにとって東方生存圏獲得を現実のものとした。10月7日にドイツ民族性強化国家委員に任じられた親衛隊全国指導者ハインリヒ・ヒムラーは、親衛隊にドイツ民族性強化国家委員本部（略称RKFまたはRKFDV）を設置し、東部における人種政策の監督と実行に当たることとなった。
当時ポーランドの統治にあたっていたのはハンス・フランクを総督とするポーランド総督府であったが、経済面においてはヘルマン・ゲーリングを長官とする四カ年計画庁によって設立された東部信託公社（de:Haupttreuhandstelle Ost）が大きな力を持っていた。東部信託公社の官僚達はポーランド総督府領を生産的な「帝国の隣国」として再建しようと考え、ユダヤ人の資産収奪や、ポーランド人・ユダヤ人を強制労働に動員しようと考えていた。しかしアドルフ・ヒトラーは当初からポーランドを「廃墟と労働奴隷の居留地」以上にする考えはなかった。ヒトラーの意図を汲んだ総督府、親衛隊はユダヤ人問題などをめぐって四カ年計画庁と激しい対立を繰り広げたが、ヒトラー自身はこの権力闘争をほとんど放置した。
1940年12月、ヒトラーは対ソ戦を決断し、作戦計画策定を命令した。しかしこの頃にはイギリスによる海上封鎖の影響でドイツの資源・食糧事情は悪化し始めていた。1941年にはユーゴスラビア侵攻やバルカン戦線 (第二次世界大戦)で東南ヨーロッパに侵攻し、独ソ戦の開始が遅れることになったが、この侵攻は資源不足の緩和が目的のひとつとなっているなど、国防軍や4カ年計画庁等でも食糧や兵站問題が喫緊の課題となっていた。
この状況下で、ヒムラーはバルバロッサ作戦発動の前日である1941年6月21日に、ドイツ民族性強化国家委員本部計画部に独ソ戦後の総合計画「東部総合計画」の策定を命令した。責任者ベルリン大学教授コンラート・マイヤー（de:Konrad Meyer）はすでに研究を進めており、3週間後に最初の計画を提出した。さらに1942年7月にマイヤーは改訂版の計画を提出している。最初の計画案は現存していないが、東部占領地域省のエアハルト・ヴェッツェル（de:Erhard Wetzel）が鑑定した報告書が残されており、計画の概要が記されている。

## 計画の概要

### 追放
占領地域にドイツ人が入植するためには、先住者であるロシア人を始めとするスラブ人を追放・消滅させることが前提であった。総合計画ではポーランドとロシアがその対象であり、3千万から5千万の移住が必要であると目論んでいた。
しかしこの移住には、単にロシア人を移送することだけではなく、ヨーロッパ・ユダヤ人の絶滅、独ソ戦によるロシア人戦死者200万人、そして餓死者の発生を前提としていた。すでに四カ年計画庁と食糧次官ヘルベルト・バッケによって、包囲下に置いた地域から食糧を収奪することで、数百万人のロシア人・スラブ人が餓死するという計画が立案されていた（飢餓計画））。彼らは最終的に3千万人のロシア人が餓死すると見込んでいたが、総合計画による移住計画もこれを前提としたものであった。
改訂版計画では移住人数は大きく減少しているが、これは労働力としてロシア人・ポーランド人を強制労働させる需要が生まれたためである。
| 民族         | 移住対象の割合                                              |
| ------------ | ----------------------------------------------------------- |
| ポーランド人 | 80-85%                                                      |
| ロシア人     | 50-60%は物理的に排除(恣意的殺害など)。15%はシベリアに移住。 |
| ベラルーシ人 | 75%                                                         |
| ウクライナ人 | 65%                                                         |
| リトアニア人 | 85%                                                         |
| ラトビア人   | 50%                                                         |
| エストニア人 | 50%                                                         |
| チェコ人     | 50%                                                         |
| ラトガリア人 | 100%                                                        |

### 植民
空白地となった東部には、ドイツ人の移住が行われることになっていた。改訂版計画では25年間に490万人の移住が必要であると考えられていたが、ドイツ系移住者をこれだけ捜すことは困難であった。そのためリトアニア人やラトビア人のうち人種的価値が高いと見られた者を中層階級に位置づけ、さらに現地住民を下層階級に位置づけることで労働力を軽減しようとした。ゲッツ・アリー・スザンネ・ハイムの共著『絶滅政策の立案者たち―アウシュヴィッツとドイツのヨーロッパ新秩序計画』ではこれを「今や『ドイツ人』は指導層に予定されたが、『残存する異民族住民』は『より低い社会階層』に配置されねばならなかった。」と評し、その例として東部総合計画をめぐる会議参加者の発言を引用している。その発言では東部の将来像をスパルタの社会構造になぞらえ、ドイツ人を自由民であるスパルタ人、リトアニア・ラトビア人を半自由民であるペリオイコイ、現地に残留したロシア人は奴隷であるヘイロタイに位置づけられるべきであるというものであった。

### 予算
計画のためにかかる費用は、今後25年間に650億ライヒスマルクであると見積もられた。しかしドイツ政府の支出は最小限に押さえられるべきであって、ユダヤ人・ロシア人からの略奪資産や強制労働によってまかなわれるべきであるとされた。

## 計画の実行
ドイツ本国併合地域以外ではこれらの計画は戦局の悪化によってほとんど実行に移されなかったが、一部の計画は「特別実験室」とよばれたザモシチ等で実行に移された。ザモシチに民族ドイツ人10万人が移住する一方で、一部の住民は強制労働、そして一部の住民はアウシュヴィッツ＝ビルケナウ強制収容所など絶滅収容所に送られた（de:Aktion Zamość）。